# Woolgoolga
Woolgoolga est une ville de la Mid North Coast en Nouvelle-Galles du Sud, Australie.
Sa population était de 5 050 habitants en 2011.